# Рильське князівство
Рильське князівство — давньоруське удільне князівство XII-XV ст.ст. у складі Чернігівського князівства і Великого князівства Литовського. Столиця князівства – місто Рильськ.

## Історія

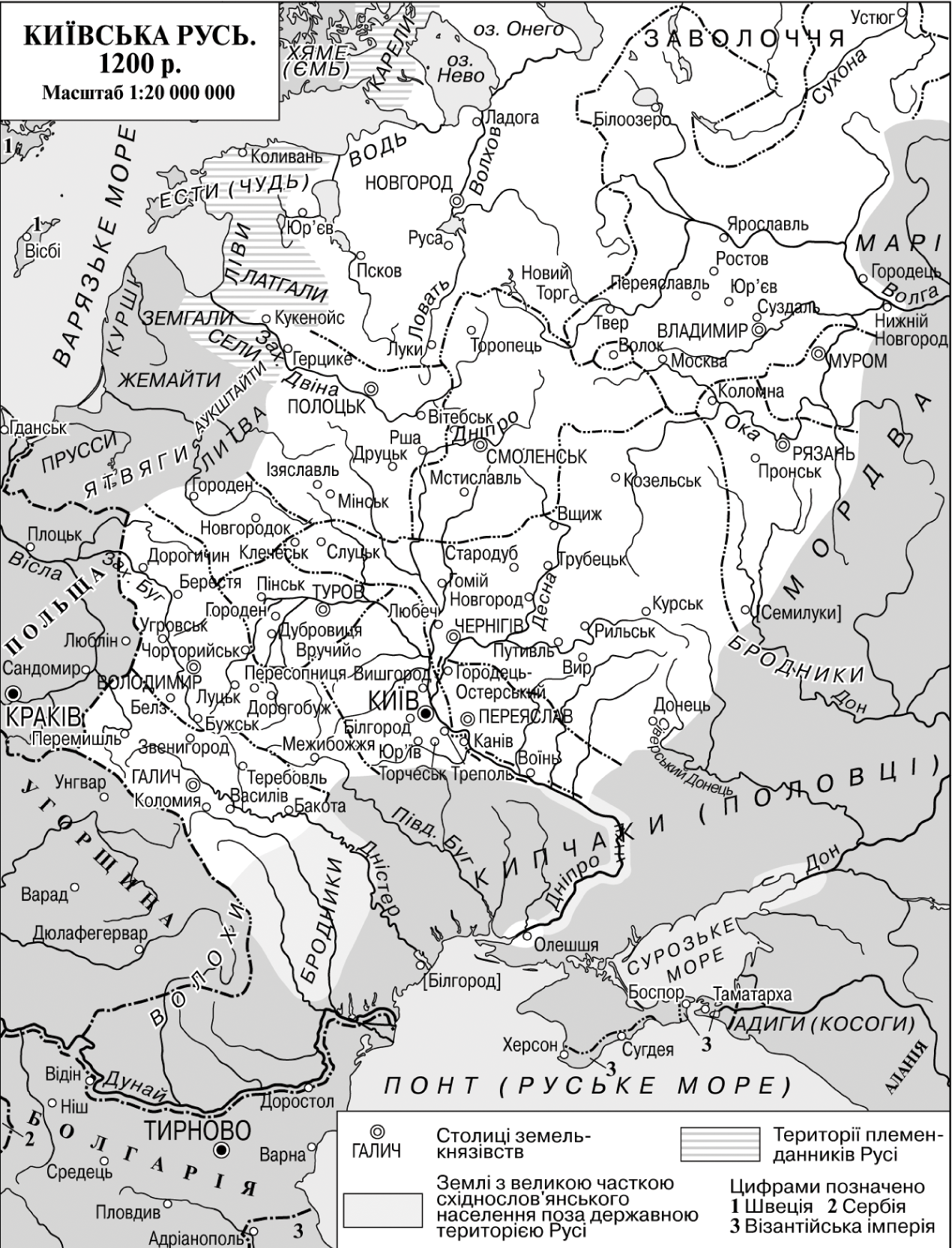
Рильськ у складі Чернігівської Землі.

В добу існування Київської Русі Рильське князівство знаходилося в тіні більш могутнішого Курського князівства, яке, в свою чергу, значно пасувало в політичному значенні перед іншими, більш відомими уділами України-Русі. Період політичного розквіту Рильського уділу розпочинається тільки після Батиєвої навали, коли, як твердять місцеві перекази, місто Рильськ, єдине на степовому порубіжжі Русі, було врятовано від монгольського погрому, як вважають рильські мешканці завдяки заступництву святого Івана Рильського.
Місто Рильськ мало свій початок на береговому узвишші, там де річка Волинка (яка нині остаточно пересохла) впадала в іншу річку – Рило. Монастир, що був розташований на цьому місці, інколи називався Волинським, можливо що першими пожильцями цієї території були переселенці з української Волині, які дали ім’я своєї колишньої батьківщини і монастирю і річці. За ще однією давньою легендою свою назву річка Рило отримала так: дика свиня з поросятами, риючи собі лігво, розрила джерело, яке і стало початком річки. Мабуть, співзвуччя назв річки і кабанячої голови (рило) і породило цю історію. Коли у XVIII ст. російські герольди створювали герби для різних міст імперії, Рильськ отримав на свій гербовий щит саме кабанячу голову.
Розквіт Рильського князівства розпочався в добу Великого Князівства Литовського. Рильська і Курська земля, разом з Новгородом-Сіверським, Черніговом і Стародубом були частинами української Сіверщини, яка в свою чергу була порубіжною землею Литовської держави на кордоні з Московським князівством. У XV ст. на Москві посилюється деспотична влада великого князя, і удільні князі у значній кількості тікають до сусідньої Литви, рятуючи життя своє та своєї родини. Уряд Литви надає цим князям у володіння уділи на прикордонних сіверських землях, узявши з них присягу на вірність, та сподіваючись таким чином наладити економічне життя на ще донедавна сплюндрованих постійними татарськими набігами територіях. Так 1456-го року князем рильським і новгород-сіверським став Іван Дмитрович Шемякін, особистий ворог московських князів Василія ІІ і Івана ІІІ, син колишнього князя з Галича-Мерського, чиє князівство було відібрано від нього московськими князями.
Литовський уряд дуже сподівався на те, що князі з Росії, «цілувавши хрест» на вірність Литовській державі, не переступлять ніколи присяги, даної перед лицем Бога. Але вони жорстоко помилялися. Довге перебування російських земель під зверхністю Золотої Орди наклало незгладиму печать на їхнє моральне обличчя. Якщо самі князі-втікачі з Москви ще дуже боялися мати які-небудь відносини з російським урядом, небезпідставно чекаючи на покарання за свою колишню втечу, їхні діти були більш сміливими, і за спиною литовського уряду розпочинали торгівлю з Москвою, чекаючи за зраду свого сюзерену грошей і посад у Росії. Син Івана Шемякіна Василій Шемячич, разом з такими самими князями-перебіжчиками інших уділів Сіверщини, 1500-го року перейшов на бік Московської держави, спричинивши тим до затяжної війни між Литвою та Росією.
Внаслідок цієї війни українське Посем'я разом з іншими сіверськими землями увійшло до складу Росії. Але доля князів-зрадників не була щасливою. Московський уряд не міг їм дуже довіряти, адже їхні батьки вже зраджували Москву, так само як вони самі зраджували Литву. Тому майже всі сіверські князі закінчили своє життя у Росії дуже погано. Не оминула лиха доля і Василія Шемячича. Його сусіда, князь Стародубський, доніс на нього у Москву, що нібито Шемячич знов хоче повернутися під владу Литви зі своїм князівством. За цим доносом Василія Шемячича було ув’язнено, потім ще раз, і так у московській тюрмі він і помер 1529-го року. Така була його розплата за цю зраду.

## Князі
- Святослав Ольгович (1180 - 1196)
- Мстислав Святославич (до 1206 р. - 1241)
- Андрій Мстиславич (1241 - ?)
- Олег Мстиславич (? - 1285)

1285-го року Рильськ увійшов до складу Брянського князівства.
- Федір Андрійович (кінець XIII ст.)
- Василь
- Федір Патрикеєвич (?-1399)
- Василь
- Іван Дмитрович Шем'якін (1456 - ?)
- Володимир Іванович (? – до 1499 р.)
- Василь Іванович Шем'ячич (? - 1500)

1500-го року Василій з уділом перекинувся до Москви.